# 軍井一
軍井一（Iota Leporis，ι Leporis）是在南天星座天兔座的一顆三合星系統。它的視星等為4.45等，肉眼可見，它是藍白光的點光源。基於從地球量測的每年14.07mas的視差，該系統位於距離太陽大約232光年之處
主星A是一顆B型主序星，恆星分類為B7.5Vn，此處尾碼的「n」表示有自轉引起的「模糊」吸收線。它的年齡大約9,400萬，並且有185公里/秒的投影自轉速度，估計它的質量是太陽質量的3.4倍，來自光球的有效溫度為13,781K ，使它輻射的光度是太陽光度的153倍。
它有一顆緊密的伴星，是 X射線發射的來源。這顆恆星的質量很可能至少是太陽的1.05倍。第三顆星是天兔座AM，是一顆天龍座BY型變星，視星等9.92等 ，光譜類行為G8Ve，角距離12.7"。